# غوليلمو ناسي
غولييلمو ناسي كان جنرالا إيطاليا قاتل في شرق أفريقيا الإيطالي خلال الحرب العالمية الثانية (21 سبتمبر 1971 21 فبراير 1879).
ولد في تشيفيتافيكيا، اتيوم. من العام 1924-1928، كان الممثل العسكري للجيش الملكي الإيطالي في باريس.
في العام 1928، أرسل ناسي إلى المستعمرات الإيطالية وعين رئيسا للأركان، من أجل القوات المستعمرة، وكان نائب حاكم ولاية برقة في 1934-1935، محافظ هرر 1936-1939، ومحافظ شيوا في 1939-1940. شغل أيضا منصب محافظ نائب رئيس شرق أفريقيا الإيطالية من عام 1939. عمل على اصلاح الإدارة العسكرية والمدنية، وأظهر مهارات ملحوظة في التعامل مع قادة السكان الأصليين.